# Vincent Lurquin
 (mai 2020).
Si vous disposez d'ouvrages ou d'articles de référence ou si vous connaissez des sites web de qualité traitant du thème abordé ici, merci de compléter l'article en donnant les références utiles à sa vérifiabilité et en les liant à la section « Notes et références ».
Vincent Lurquin, né le 22 juin 1959 à Louvain est un avocat, homme politique belge bruxellois, membre de DéFI et ancien membre d'Ecolo.
Il est marié à Véronique Oruba et est le père de trois enfants : Marie, Juliette et Baptiste. Juliette Lurquin est aussi avocate.

## Biographie
Après des études primaires et secondaires à l’Athénée Royal de Koelkelberg, il a obtenu une licence en droit et un baccalauréat en philosophie.
Avocat, il est inscrit au Barreau de Bruxelles depuis 1983; et a principalement orienté son action d’avocat dans la défense des réfugiés et des étrangers en situation irrégulière ainsi que dans la défense pénale.
En 1999, il fut appelé au Tribunal pénal international pour le Rwanda à Arusha. C’était le début des juridictions internationales, l’espoir de mettre fin à toutes les impunités.
En 2007, il fut chargé de la représentation légale des victimes par la Cour pénale internationale. Il a également participé à la fondation de Réseau de Citoyens qui a pour but de renforcer l’état de droit dans les pays tels que le Rwanda, Haïti ou encore la République démocratique du Congo.
Membre d’Ecolo de 1999 à 2018, sa décision fut prise à la suite du soutien clair donné à la régularisation des personnes sans papiers, sans titre de séjour. Président de la CNAPD (Coordination Nationale d'Action pour la Paix et la Démocratie), il menait à ce moment des actions pour la paix mais aussi pour le droit de vote des étrangers.
Après avoir été président des Etudiants à l’Université, il a présidé le MRAX (Mouvement contre le racisme, l'antisémitisme et la xénophobie) de 1992 à 1996.
À la suite des élections de 2000, il devient échevin de la Commune de Berchem-Sainte-Agathe chargé des affaires sociales, de la coopération, de la santé et de l’Agence Locale pour l’Emploi. En 2006, le choix du bourgmestre Joël Riguelle de privilégier une alliance avec le Mouvement réformateur met fin à son mandat d'échevin.
En 2009, il est élu au Parlement bruxellois et devient président de la Commission Enseignement, Formation, Culture, Sport, Tourisme et Transport scolaire de la Commission Communautaire française.
En mars 2014, devant la Cour pénale internationale, à La Haye, il défend des victimes de Germain Katanga, chef rebelle congolais reconnu coupable par la CPI de crimes de guerre et de crimes contre l’humanité lors d’une attaque contre le village de Bogoro en Ituri, dans l’est de la RD Congo, et condamné à 12 ans d’emprisonnement.
En 2018, il se présente sur la liste DéFI de Berchem-Sainte-Agathe.
Le 29 janvier 2019, il se fait voler le dossier complet de Mehdi Nemmouche, auteur présumé de l'attentat au Musée juif de Belgique le 24 mai 2014. Il est le représentant de l'une des victimes.
En janvier 2024, il constate qu' "avoir une justice internationale via une coopération avec des pays dictatoriaux, c'est là qu'est tout le problème". 
En juin 2024, au procès des attentats de 2016 à Bruxelles, Vincent Lurquin et sa fille Juliette Lurquin défendent Hervé Bayingana Muhirwa, qui a été condamné à dix ans de réclusion,.

## Carrière politique
- 2000-2006 : Echevin de la commune de Berchem-Sainte-Agathe chargé des affaires sociales, de la coopération, de la santé et de l’Agence Locale pour l’Emploi
- 2006-2009 et depuis 2018[10]: Conseiller communal à Berchem-Sainte-Agathe
- 2009-2014 : député au parlement bruxellois.